# Imke Brommer
Imke Brommer (Kudelstaart, 30 januari 1998) is een Nederlands baanwielrenster. Ze rijdt als pilote van Larissa Klaassen op de tandem bij het Para-cycling.
Brommer maakte in 2017 de overstap van het schaatsen naar het baanwielrennen en vanaf maart 2018 zit ze voorop op de tandem. Tijdens de Wereldkampioenschappen baanwielrennen para-cycling in 2019 in Apeldoorn behaalde ze samen met Klaassen een tweede plaats op de kilometertijdrit en een derde plaats op de sprint. In 2020 won ze samen met haar vaste partner Larissa Klaassen en het duo Vincent ter Schure en Timo Fransen de wereldtitel teamsprint op de tandem.
Samen met Klaassen won ze bij de Paralympische Zomerspelen in 2021 goud op de kilometertijdrit.

## Belangrijkste resultaten

### Tandem
2019
 Wereldkampioenschappen baanwielrennen, 1 km (samen met Larissa Klaassen)
 Wereldkampioenschappen baanwielrennen, sprint (samen met Larissa Klaassen)
2020
 Wereldkampioenschappen baanwielrennen, teamsprint (samen met Larissa Klaassen en Vincent ter Schure, Timo Fransen)
 Wereldkampioenschappen baanwielrennen, 1 km (samen met Larissa Klaassen)

### Baanwielrennen
2017
 Nederlandse kampioenschappen, teamsprint (samen met Laurine van Riessen)